# Bellibattalahalli, Tumkur
Bellibattalahalli là một làng thuộc tehsil Tumkur, huyện Tumkur, bang Karnataka, Ấn Độ.